# Jamuniya (Sarlahi)
Jamuniya – gaun wikas samiti w środkowej części Nepalu  w strefie Dźanakpur w dystrykcie Sarlahi. Według nepalskiego spisu powszechnego z 2001 roku liczył on 1085 gospodarstw domowych i 6794 mieszkańców (3252 kobiet i 3542 mężczyzn).